# Angie Mary Hickie
Angie Mary Hickie de nombre artístico Angelita, es una cantante, pintora y escritora nacida en Inglaterra, principalmente conocida por ser pareja del escritor Gonzalo Arango.

## Biografía
Llegó a Colombia en 1969 después de viajar por varios países del mundo. En la isla de San Andrés en el Festival musical del Coco de 1970, conoció al poeta Gonzalo Arango creador del Nadaísmo del cual se enamoró y se volvieron pareja, esta relación duraría 6 años. En 1974 graba sus primeras canciones que quedaron grabadas en un EP para el sello Philips. Es aquí donde debuta su canción más conocida Me amarás mañana una adaptación en español del tema Will you love me tomorrow de Carole King, también se incluyen dos composiciones del poeta Gonzalo. Para el año 1975 graba su único larga duración El paraiso está en la tierra donde se vuelve a incluir Me amaras mañana, composiciones originales y covers como As tears go by de The Rolling Stones, en este álbum participa Edgar Restrepo Caro y Humberto Monroy. Para 1976 lanza un par de sencillos. En este mismo año su pareja Gonzalo fallece en un accidente de automóvil y Angelita se aleja de la escena musical por un largo tiempo. En los años posteriores se dedicó a pintar, viajar y escribir canciones. En 1997 publicó su curso básico de introducción al idioma inglés, basado en un método rítmico-musical que incluye discos compactos con canciones compuestas por ella misma. Actualmente reside en un pequeño pueblo en el departamento de Cundinamarca.

## Discografía
- Canciones del despertar EP - (Phillips) 1974
- El Paraiso está en la tierra (Phillips) 1975
- Canción social Vol II (Phillips) 1975
- Me amarás mañana/Ayudame a pasar la noche Sencillo (Phillips) 1976
- Tú me dijiste adios/Soñar, soñar Sencillo (Phillips) 1976
- Tengo dos amores/La Hiedra Sencillo (Phillips) 1977